# Edward Spencer (8. hrabia Spencer)
Edward John Spencer (ur. 24 stycznia 1924 w Londynie, zm. 29 marca 1992 tamże) – brytyjski arystokrata, ojciec Diany, księżnej Walii. Był jedynym synem Alberta Spencera, 7. hrabiego Spencer i lady Cynthii Hamilton, córki 3. księcia Abercorn.

## Życiorys
Wykształcenie odebrał w Eton College, Royal Military College w Sandhurst i Royal Agricultural College w Cirencester. W latach 1944–1945 walczył na froncie zachodnim i został wspomniany w rozkazie dziennym. W latach 1947–1950 był adiutantem gubernatora Australii Południowej. W 1952 r. został członkiem rady hrabstwa Northamptonshire. Dwa lata później został odznaczony Krzyżem Kawalerskim Królewskiego Wiktoriańskiego Orderu. W 1970 r. został Strażnikiem Pokoju w Norfolk. W 1975 r. odziedziczył tytuł hrabiego Spencer i zasiadł w Izbie Lordów.
1 czerwca 1954 r. w katedrze westminsterskiej, poślubił Frances Ruth Roche (20 stycznia 1936 – 3 czerwca 2004), córkę Edmunda Burke Roche, 4. barona Fermoy i Ruth Gill, córki pułkownika Williama Gilla. Ślubu udzielił im biskup Norwich Percy Herbert. Edward i Frances mieli razem dwóch synów i trzy córki:
- Elisabeth Sarah Lavinia Spencer (ur. 19 marca 1955), żona Neila Edmunda McCorquodale’a, ma dzieci;
- Cynthia Jane Spencer (ur. 11 lutego 1957), żona Roberta Fellowesa, barona Fellowes, ma dzieci;
- John Spencer (ur. i zm. 12 stycznia 1960), żył 10 godzin;
- Diana Frances Spencer (1 lipca 1961 – 31 sierpnia 1997), pierwsza żona Karola, księcia Walii, znana jako Diana, księżna Walii, miała dzieci, zginęła w wypadku samochodowym;
- Charles Edward Maurice Spencer (ur. 20 maja 1964), 9. hrabia Spencer

W kwietniu 1967 r. nastąpił rozwód Spencerów, z powodu romansu lady Spencer z Peterem Shand Kyddem (za którego lady Frances wyszła za mąż po rozwodzie). 14 lipca 1976 r. w Caxton Hall, poślubił Raine McCorquodale (ur. 9 września 1929), byłą żonę hrabiego Darthmouth, córkę Alexandra McCorquodale’a i pisarki Barbary Cartland, córki majora Bertrama Cartlanda. Małżeństwo to nie doczekało się potomstwa.